# オハイオ州刑務所
オハイオ州刑務所（オハイオしゅうけいむしょ、英：Ohio Penitentiary）はアメリカ合衆国のオハイオ州コロンバスにあった刑務所である。1815年に運用を開始し1983年に閉鎖した。現在はヤングスタウンにあるオハイオ州立刑務所(Ohio state Penitentiary)が引き継いでいる。

## 刑務所の歴史
1813年、オハイオ州はコロンバスにレンガ造りの3階建ての小さな刑務所を建設した。最初の囚人は1815年8月15日に収容されたジョンとデヴィッドのエバンス兄弟だった。しかし独居房が13室しかなく、人口増加に伴って州議会は500人を収容できる新しい刑務所の建設を承認し1834年より運用が始まった。
1916年にオハイオ女性更生施設が開設されるまでは女性専用の棟もあった。建物は徐々に増築されていき、1955年のピーク時には5,235人の囚人がいた。
1885年に処刑場が加わり、絞首刑によって28名が処刑された。1897年に電気椅子に変更され、オハイオ州の死刑制度が廃止される1963年までに男女合わせて315人が処刑された。

### 暴動事件
1930年4月21日、刑務所の西端の建物で火災が発生した。当時4,300人の囚人がいたが、大量脱獄を恐れて開錠しなかったため160名が焼け死んだ。別の棟でも看守から鍵を奪って囚人が脱走し、たちまち暴動が発生。500人の州兵が駆け付け30分後に鎮圧した。最終的に死者322名、重傷者130名となった。
火災の原因は蝋燭の炎が布に燃え移ったと見られるが、施設は「囚人が放火した」と報告しずさんな管理体制を隠そうとした。また給水塔や消火ホースがあったものの訓練が行われたことはなかった。
1952年10月31日に起きた「ハロウィーン暴動」では囚人1名が死亡、4名が負傷した。1968年8月の暴動では囚人5名が死亡、警官7名と囚人5人が負傷した。

## 閉鎖

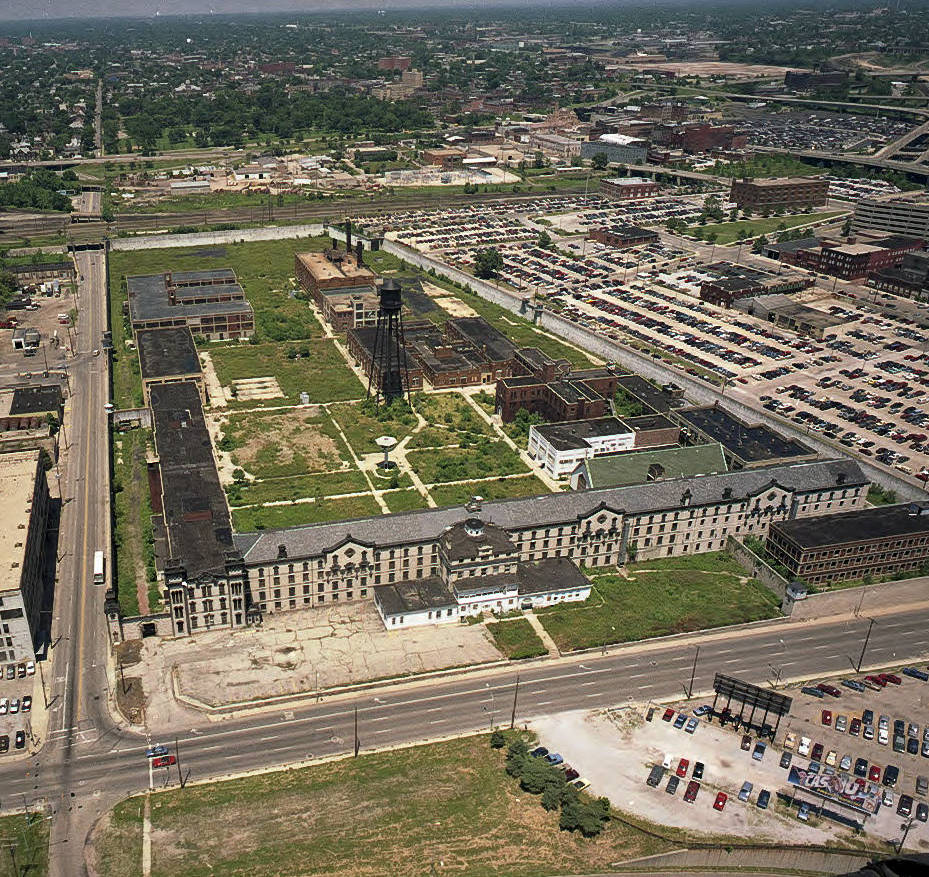
全景（1990年）

1979年にコロンバス矯正施設と改名されるが、4年後の1983年12月31日に閉鎖された。閉鎖後はしばらくの間、州兵の訓練場やハロウィーン等のイベントに使用された。
1990年代に再開発が発案され、1995年に敷地と建物をコロンバス市に売却した。当時のコロンバス市長が解体工事を発注したが、市の承認が下りる前に一部を破壊してしまい市長に修復費用が請求されるという珍事が起きた。
現在この敷地はアリーナ行政区(Arena District)と呼ばれる複合商業施設となっている。アリーナはNHLのコロンバス・ブルージャケッツの本拠地でもある。
1998年にオハイオ州ヤングスタウンにオハイオ州立刑務所(Ohio state Penitentiary)が開設され機能を引き継いだ。

## 収容された著名人
- ジョン・ハント・モーガン (南北戦争の南軍将軍) 戦争捕虜[7]
- タックス・ラティマー (ニューヨークジャイアンツの捕手) 殺人罪
- ジョージ ・モラン (ギャングのボス)
- ハリー・ピアポント (ギャング) 殺人罪、銀行強盗
- チャールズ・マクレイ (ギャング) 殺人罪、銀行強盗
- O・ヘンリー (作家)　横領罪  ※独居房ではなく病院棟の中に自室を与えられた。

### 出展
1. ↑  Woods, Elizabeth. “LibGuides: Prison Records at the Archives & Library of the Ohio History Connection: Ohio State Penitentiary” (英語). ohiohistory.libguides.com. 2024年4月17日閲覧。
2. 1 2  “WHERE THE DEAD STILL LINGER: OHIO STATE PENITENTIARY” (英語). American Hauntings. 2024年3月7日閲覧。
3. ↑  “The Ohio Penitentiary Fire”. ohiomemory.ohiohistory.org. 2024年3月7日閲覧。
4. ↑  Team, QRFS (2019年12月17日). “The Ohio Penitentiary Fire: How It Changed Prison Fire Safety” (英語). QRFS - Thoughts on Fire Blog. 2024年5月1日閲覧。
5. ↑  “April 21, 1930: Inmates Burned Alive in Ohio State Penitentiary Fire” (英語). Zinn Education Project. 2024年3月7日閲覧。
6. ↑  Team, QRFS (2019年12月17日). “The Ohio Penitentiary Fire: How It Changed Prison Fire Safety” (英語). QRFS - Thoughts on Fire Blog. 2024年4月17日閲覧。
7. ↑  “Prison Break 1863”. ohiomemory.ohiohistory.org. 2024年3月7日閲覧。